# Wilhelm Saß
Hermann Wilhelm Saß (* um 1792 in Lübeck; † 10. September 1859 ebenda) war ein deutscher Mediziner und Politiker.

## Leben
Saß besuchte das Katharineum zu Lübeck bis Michaelis 1810 und studierte ab Michaelis 1814 Medizin an der Universität Rostock. Er wurde 1815 Mitglied des Corps Rostochia. Bereits am 9. März 1815 trug er sich im Stammbuch des stud. jur. Johannes Carl Theodor Matthaei als „Dr. Saß“ ein, sodass angenommen werden kann, dass er seine medizinische Ausbildung vorher anderweitig begonnen hatte und in Rostock, eventuell unterbrochen durch die Befreiungskriege, nur mit der Promotion zum Dr. med. et chirurg. beendete. 1816 wurde er Badearzt in Travemünde und betreute allerdings nicht direkt die dort 1802 gegründete Seebadeanstalt vertragsärztlich, deren Vorzüge er aber wie die offiziellen Badeärzte, so Heinrich Wilhelm Danzmann und dessen Assistent Gisbert Swartendijk Stierling, beschrieb. Später verlegte er seine Arztpraxis nach Lübeck und gehörte ab 1849 der ersten verfassten Lübecker Bürgerschaft, einem der kleineren deutschen Landesparlamente an.

## Schriften
- Die Seebade-Anstalt bey Travemünde in ihrem gegenwärtigen Zustande: ein Handbuch zur richtigen Kenntniß und Benutzung derselben., Asschenfeldt, Lübeck 1828 (Digitalisat)
- Etwas über medicinische Pfuscherei und deren gründliche Abhülfe, in: Ernst Horn (Hrsg.) Archiv für medicinische Erfahrung 1826, Mai und Juni, S. 485–503
- Taschenbuch für gebildete Badegäste, oder Anleitung zum zweckmäßigen Gebrauche des Seebades. Travemünde 1835
- Die Ostsee-Blätter und deren sonderbare Schicksale: ein vergnügliches Schattenbild. s. l. 1843

### Übersetzung
- J.C.F. Maury (Auguste Tillet): Handbuch für Zahnärzte: eine von Athenäüm der Künste mit Beifall aufgenommene Schrift. (aus dem Französischen), Lübeck: Asschenfeldt 1825